# Martincourt (Meurthe-et-Moselle)
Martincourt é uma comuna francesa na região administrativa de Grande Leste, no departamento de Meurthe-et-Moselle. Estende-se por uma área de 10,66 km². Em 2010 a comuna tinha 97 habitantes (densidade: 9,1 hab./km²).